# Liv Bernhoft Osa
Liv Bernhoft Osa (* 3. März 1957 in Voss) ist eine norwegische Schauspielerin.

## Leben
Osa ist die Tochter des Musikers Sigbjørn Bernhoft Osa (1910–1990). Ihre Großeltern sind der Maler Lars Osa und die Kinderbuchautorin Hermine Bernhoft. Sie schloss ihre Ausbildung zur Schauspielerin an der Statens teaterhøgskole ab. Im Jahr 1979 erhielt Osa am Nationaltheatret eine feste Anstellung als Schauspielerin. Dort spielte sie über die Zeit hinweg zahlreiche Rollen in Aufführungen wie Påske (1987), Evripides (1995), Svevn (2005) und Visning (2014). Neben ihrer Tätigkeit für das Nationaltheatret war sie als Gastschauspielerin an anderen Theatern tätig. So spielte sie am Torshovteatret, dem Det Norske Teatret, dem Oslo Nye Teater, der Den Nationale Scene und dem Riksteatret. Im September 2011 gewann sie beim Theaterpreis Heddaprisen in der Kategorie „Beste weibliche Nebenrolle“ für ihre Darstellung der Fru Fåttnok im Stück Uskyld.
Neben ihrer Tätigkeit als Theaterschauspielerin wirkte sie auch bei Filmproduktionen mit. Im Jahr 1991 spielte sie eine der Hauptrollen in der Serie Fedreland, von 1995 bis 1996 war sie Teil von Vestavind. Beim Amandaprisen wurde sie 2016 als beste Hauptdarstellerin ausgezeichnet. Sie war für ihr Mitwirken am Film Pyromanen nominiert worden.

## Auszeichnungen
- 2011: Heddaprisen (Kategorie „Beste weibliche Nebenrolle“ für Uskyld)
- 2016: Amandaprisen (Kategorie „Beste Hauptdarstellerin“ für Pyromanen)

## Filmografie
- 1977: Lykkespill (Fernsehserie, 1 Folge)
- 1979: Hjemme hos oss (Fernsehserie, 1 Folge)
- 1983: Eishockey-Fieber
- 1984: Siste tog til Påfuglland
- 1984: Snart 17
- 1987: Pilen flyttebyrå
- 1990: Den svarta cirkeln
- 1990: Frihetens pris
- 1991: Fedrelandet (Fernsehserie, 4 Folgen)
- 1994: Trollsyn
- 1994–1995: Vestavind (Fernsehserie, 17 Folgen)
- 1996: Familiesagaen – De syv søstre
- 2002: Jul på Månetoppen (Fernsehserie, 24 Folgen)
- 2002: Tiden før Tim
- 2004: Uno
- 2007: Sven und Ratte und das geheimnisvolle UFO
- 2008–2009: Honningfellen (Fernsehserie, 3 Folgen)
- 2011: Taxi (Fernsehserie, 2 Folgen)
- 2013: Detektiv Downs
- 2014: Mammon (Fernsehserie, 1 Folge)
- 2015: Kampen for tilværelsen (Fernsehserie, 1 Folge)
- 2016: Grand Hotel
- 2016: Pyromananica – Bevor ich verbrenne
- 2018: Thieves (Fernsehserie, 1 Folge)
- 2019: Espen und die Legende von Goldenen Schloss
- 2021: Han
- 2024: Min fantastiske fremmede
- 2024: Mittsommernacht (Fernsehserie, 5 Folgen)
- 2025: Everything Must Go